# Список культовых сооружений Харькова

## Христианство

### Православие

#### Украинская Православная церковь

##### Православныемонастыри
- Покровский мужской монастырь (Харьков). Университетская Горка, Университетская ул., 10/8

##### Православныесоборы
| Название                                                                    | Изображение | Адрес                                            | Построен  | Архитектор   | Комментарий                                                             |
| --------------------------------------------------------------------------- | ----------- | ------------------------------------------------ | --------- | ------------ | ----------------------------------------------------------------------- |
| Благовещенский кафедральный собор (Собор Благовещения Пресвятой Богородицы) |             | Благовещенская площадь, 1                        | 1888—1901 | М. И. Ловцов | Действующий                                                             |
| Успенский собор (Собор Успения Пресвятой Богородицы)                        |             | Университетская улица, 11                        | 1780      |              | Действующий                                                             |
| Покровский собор (Собор Покрова Пресвятой Богородицы)                       |             | Университетская улица, 10/8                      | 1689      |              | Действующий                                                             |
| Николаевский собор (Собор Святого Николая)                                  |             | Николаевская площадь (совр. Площадь Конституции) | 1887—1896 | В.Х.Немкин   | Построен на месте старого каменного храма 1770 года. Снесён в 1930 году |

##### Храмы
| Название                                                                                | Изображение | Адрес                                                            | Построен/освящён                                           | Комментарий |
| --------------------------------------------------------------------------------------- | ----------- | ---------------------------------------------------------------- | ---------------------------------------------------------- | --- |
| Александро-Невская церковь                                                              |             | ул. Академика Павлова, 46                                        | 22 ноября 1907 после восстановления повторно открыт в 1990 | При Харьковской областной психиатрической больнице № 3 (бывшей 15-й), более известной как Сабурова дача. В 2004 рядом установлен памятник Александру Невскому.                                                                                      |
| Александро-Невская церковь в Лесопарке                                                  |             | Лесопарк, Тульская ул., 1                                        | 12 июля 2018                                               | На территории находится летний храм в честь святых мучениц Веры, Надежды, Любви и матери их Софии. |
| Архангело-Михайловский храм                                                             |             | просп. Льва Ландау, 14                                           | 21 ноября 2017                                             | Первый храм Слободского (Комминтерновского) района города. Нижний храм освящен в честь Спиридона Тримифунтского. |
| Валентиновский храм (Храм священномученика Валентина, епископа Интерамнского)           |             | Валентиновская ул., 4                                            | 26 сентября 2010                                           | При Фармацевтическом университете. Строительство верхнего храма продолжается, службы проводятся в нижнем храме. |
| Веры, Надежды, Любови и матери их Софии храм                                            |             | ул. Сергея Тархова, 15 (м/р Солнечный)                           |                                                            | в здании бывшего гарнизонного дома культуры |
| Владимирский храм (Храм Святого Равноапостольного князя Владимира)                      |             | ул. Героев Труда, 43а                                            | 12 августа 2012                                            | Первый православный храм на Салтовке. Рядом с церковью установлен памятник князю Владимиру. Нижний храм освящён в 2006 году в честь мученика Анатолия                                                                                               |
| Вознесенский храм                                                                       |             | Липовая роща, Щигровская ул., 50                                 | 1914                                                       | |
| Всехсвятский храм                                                                       |             | ул. Героев Труда, 43а                                            | 19 ноября 2000                                             | Малый храм на территории Свято-Владимирского храма |
| Георгиевский храм (Храм Святого великомученика Георгия Победоносца)                     |             | ул. Леся Сердюка, 37/1. Северная Салтовка, ЖК «Интернационалист» | 7 мая 2013                                                 | Нижний придел освящен в честь преподобного Серафима Саровского. |
| Георгиевский храм на плиточном заводе (Храм Святого великомученика Георгия Победоносца) |             | Московский просп., 297.                                          | 20 июня 2016                                               | Храм построен при участии руководства Харьковского плиточного завода. |
| Двухтысячелетия Рождества Христова                                                      |             | просп. Науки, 65, Павлово Поле                                   | ноябрь 2000                                                | Нижний храм освящён в честь Сергия Радонежского. Первый харьковский храм, построенный с нуля при независимой Украине. |
| Жёно-Мироносицкий храм                                                                  |             | Сквер Победы за Зеркальной струёй                                | 23 августа 2015                                            | Восстановлена в районе старой Мироносицкой церкви, которая был уничтожена в марте 1930 года. |
| Иконы Божией Матери «Взыскание погибших»                                                |             | ул. Культуры, 22 (метро «Научная»)                               | 23 августа 2008                                            | Другое название — храм воина Евгения Родионова. Храм построен при участии объединения воинов-интернационалистов. |
| Иконы Божией Матери «Всех скорбящих радость»                                            |             | ул. Игоря Муратова, 7                                            | 2011                                                       | При доме престарелых |
| Иконы Божией Матери «Отрада и Утешение»                                                 |             | Рязанская ул., 24, Саржин яр                                     | 23 августа 2011                                            | Самая высокая деревянная церковь Харькова. Нижний храм освящён в честь иконы Божьей Матери «Живоносный источник» |
| Иконы Божией Матери «Милостивая» (Киккская)                                             |             | Холодногорская ул., 71                                           | 19 мая 2013                                                | Малый храм при строящемся Свято-Введенском храме. |
| Иконы Божией Матери «Целительница»                                                      |             | просп. Льва Ландау, 14                                           | 25 декабря 2011                                            | Малый храм при Архангело-Михайловском храме. |
| Иоанна Златоуста                                                                        |             | ул. Мира, 92                                                     | 2011                                                       | Храм открыт в бывшем здании ДК плиточного завода |
| Казанский храм                                                                          |             | Куриловская ул., 78, Лысая гора                                  | 16 июля 1912                                               | Единственный харьковский храм, который не закрывался с момента своего освящения. В конце 1930-х являлся главным храмом епархии. |
| Константино-Еленинский храм                                                             |             | Большая Панасовская ул., 199. Сортировка                         | 1851                                                       | Храм закрывался в 1920-х годах, восстановлен в 1945 |
| Марии Магдалины                                                                         |             | Липовая роща, Щигровская ул., 50                                 | 2006                                                       | Деревянный храм при Вознесенской церкви, построенный из карпатской древесины без единого гвоздя. Меценатом стал анонимный харьковский бизнесмен, почтивший таким образом память умершей матери                                                      |
| Николаевский храм (Григоровка)                                                          |             | Цементная ул., 8                                                 | 1989                                                       | Первый деревянный храм на этом месте был построен в 1765 году, в XIX веке перестроен в каменный. С 1960 по 1989 храм не работал. В 1989 году руины храма были переданы церкви, храм восстановлен                                                    |
| Николаевский храм (Жихарь)                                                              |             | Гетманская ул., 11                                               | 1900                                                       | Храм несколько раз закрывался и открывался в советское время. Действует с 1990 года |
| Николаевский храм (пос. Жуковского)                                                     |             | пр. Жуковского, 10                                               | 19 декабря 2004                                            | |
| Николаевский храм (Новожаново)                                                          |             | ул. Власенко, 14                                                 | 13 октября 2013                                            | |
| Озерянский храм (Церковь Сретения Озерянской иконы Божией Матери)                       |             | ул. Полтавский Шлях, 124                                         | 6 октября 1901                                             | Построена по проекту архитектора Владимира Немкина. В 1934—1938 гг был кафедральным собором Харьковской епархии. |
| Олега Брянского                                                                         |             | ул. Померки, 70                                                  | 4 октября 2008                                             | При Харьковском областном онкологическом диспансере |
| Ольгинский храм (Храм святой равноапостольной княгини Ольги)                            |             | Московский просп., 195                                           | 10 ноября 2018                                             | При 17-й городской больнице |
| Павловский храм (Святого первоверховного апостола Павла)                                |             | Коломенская ул., 14                                              | 12 июля 2006                                               | Кладбищенская церковь 13-го городского кладбища |
| Пантелеймоновский храм                                                                  |             | Клочковская улица, 94                                            | 1886                                                       | Храм построен при Свято-Пантелеймоновском источнике |
| Пантелеймоновский храм                                                                  |             | пер. Балакирева, 3а                                              | 21 августа 2011                                            | Деревянный храм при больнице скорой и неотложной помощи № 4. Регулярное совершение Божественных Литургий начато в июле 2012 года. |
| Петро-Павловский храм                                                                   |             | ул. Шевченко, 121                                                | 12 сентября 1875                                           | |
| Покровский храм (Основа)                                                                |             | Зелёная ул., 18                                                  | 1948                                                       | Первый храм построен после ВОВ на месте частного жилого дома, выкупленного прихожанами. В 1970-е годы храм был расширен. В 2005 году началась полная реконструкция, которая завершилась 24 февраля 2013 года, когда перестроенный храм был освящен. |
| Покровский храм (Большая Даниловка)                                                     |             | ул. Генерала Удовиченко, 36                                      | 13 апреля 2008                                             | |
| Преображенский храм                                                                     |             | 602-й м/р. Салтовское шоссе, 264б                                | 24 августа 2013                                            | Храм расположен при Медкомплексе. В 2012 году освящен нижний храм в честь священномученика Виктора. |
| Преображенский храм (Ледное)                                                            |             | ул. Набойченко, 16                                               | 28 ноября 1926                                             | Первоначальная церковь была замаскирована под жилой дом, богослужения совершались тайно. Перестроена и повторно освящена 22 ноября 2020 года |
| Рождества Иоанна Предтечи                                                               |             | просп. Льва Ландау, 50                                           | 2005                                                       | |
| Святого мученика Иоанна Воина                                                           |             | ул. Полтавский шлях, 192                                         | 2004                                                       | На территории танкового училища |
| Священномученика Александра, архиепископа Харьковского                                  |             | Александровский пр., 162-а                                       | 14 ноября 2004                                             | Рядом с храмом открыт памятник архиепископу Александру |
| Софии, премудрости Божией                                                               |             | Золочевская ул., 20а (Залютино)                                  | 21 августа 2012                                            | |
| Трехсвятительская (Гольберговская) церковь                                              |             | Гольдберговская ул., 101                                         | 29 мая 1915                                                | 1920-х — 1940-х года был кафедральным собором обновленческой церкви |
| Троицкий храм                                                                           |             | Троицкий пер., 3                                                 | 1862                                                       | Первоначально построен про проекту архитектора Андрея Тона, при храме была часовня в честь спасения царской семьи. В советское время на месте церкви располагался хлебзавод, здание возвращено церкви в 1992 году.                                  |
| Усекновенский храм (Храм Усекновения Главы Иоанна Предтечи)                             |             | ул. Алчевских, 50                                                | 11 сентября 1857                                           | Изначально — кладбищенская церковь Иоанно-Усекновенского кладбища (1-е городское). Сейчас на месте кладбища разбит Молодёжный парк |
| Царицы Тамары                                                                           |             | пр. Курчатова, 29 (Пятихатки)                                    | 23 августа 2013                                            | Изначально территория была передана УПЦ (КП), но была заброшена. Нижний храм освящен в честь апостола Иакова. |

##### Часовни, домовые храмы
| Название                                             | Изображение | Адрес                                                                                | Построен/освящён   | Комментарий                                                                                    |
| ---------------------------------------------------- | ----------- | ------------------------------------------------------------------------------------ | ------------------ | ---------------------------------------------------------------------------------------------- |
| Часовня Агапита Печерского                           |             | ул. Архитекторов, 36-а                                                               |                    | При школе-интернате для детей с нарушениями слуха                                              |
| Часовня Архангела Михаила                            |             | ул. Жён-Мироносиц, 13                                                                | 17 мая 1997        | При ДК МВД                                                                                     |
| Викторовская часовня                                 |             | Белгородское шоссе, 5/11                                                             |                    | На территории детского оздоровительного лагеря «Солнечный»                                     |
| Гаврииловский домовый храм                           |             | ул. Рыбалко, 8                                                                       | апрель 2008        | В здании областного дома ребёнка № 1                                                           |
| Часовня Иконы Божией матери «Взыскание погибших»     |             | Лесопарк, мемориал Славы                                                             | 20 августа 2016    | Богослужения совершаются в особые дни поминовения погибших воинов (9 мая, 22 июня, 23 августа) |
| Иконы Божией матери «Живоносный источник»            |             | ул. Балакирева, 5 при ЦКБ № 5                                                        | 1996               |                                                                                                |
| Часовня Иконы Божией Матери «Утоли мои печали»       |             | Рубановская ул., 40                                                                  |                    | При Холодногорской тюрьме (ИТК № 18)                                                           |
| Часовня Феодоровский иконы Божией Матери             |             | ул. Луи Пастера, 2/2                                                                 | 2005               | Часовня построена при роддоме № 6 при поддержке благотворительного фонда «Рождение»            |
| Молельная комната в честь исповедника Луки Крымского |             | ул. Луи Пастера, 4а                                                                  |                    | При хосписе                                                                                    |
| Часовня Святого Николая                              |             | ул. Добродецкого, при 8-м кладбище                                                   |                    |                                                                                                |
| Часовня Святого Николая                              |             | ул. Шевченко, 8                                                                      |                    | При главном управлении ГСЧС Украины                                                            |
| Часовня Святого Николая                              |             | 2-й Истоминский пер., 22а                                                            |                    | На территории Харьковского областного совета Всеукраинского союза автомобилистов               |
| Часовня Святой Татианы                               |             | Лермонтовская ул., 27                                                                | 1 сентября 2007    | При харьковском гуманитарном университете «Народная украинская академия»                       |
| Молельная комната Смоленской иконы Божией Матери     |             | Семинарская ул., 46, корп. 2                                                         | 1916 или 1917      |                                                                                                |
| Молельная комната в честь Спиридона Тримифунтского   |             | просп. Победы, 77-А                                                                  |                    | При интернате инвалидов                                                                        |
| Частная часовня Святого Гавриила                     |             | на углу Белгородского спуска и Синельникова переулка, напротив Технологического сада | 2009 (не освящена) | Часовня не принадлежит церкви, не освящена, доступа нет                                        |

##### Строящиеся храмы
| Название                                                      | Изображение | Адрес                                          | Комментарий |
| ------------------------------------------------------------- | ----------- | ---------------------------------------------- | --- |
| Алексеевский храм (Храм Преподобного Алексия, человека Божия) |             | Клочковская ул., 317                           | При Алексеевском источнике. Храм разрушен в 1943 году, сейчас строится напротив Новокомсомольского озера (Алексеевка)                                                                    |
| Всехсвятская церковь                                          |             | Ростовская ул., м/р «Горизонт»                 | |
| Введенский храм                                               |             | Холодногорская ул., 71                         | Рядом освящен и открыт малый храм в честь Иконы Божией Матери «Милостивая» (Киккская) |
| Иконы Божией Матери «Чернобыльский Спас»                      |             | микрорайон Северный-3, ул. Метростроителей, 17 | Строительство столкнулось с протестом местных жителей и заморожено. Установлен поклонный крест                                                                                           |
| Матроны Московской                                            |             | Салтовское шоссе, парк Победы                  | Закладка — 2008 год. Строительство идет очень медленными темпами. Богослужения на месте строительства храма не совершаются. В соседнем помещении находится православная школа «Лествица» |
| Рождества Пресвятой Богородицы                                |             | ул. Грицевца, 40                               | |
| Свято-Духов храм                                              |             | Московский проспект, сквер возле ДК ХЭМЗ       | На месте уничтоженного в 1930-е годы одноимённого храма |
| Успенский храм                                                |             | Садовопарковая ул., 1                          | Строительство не ведётся, богослужения совершаются во временном храме |

##### Утраченные храмы
| Название                                 | Изображение | Адрес                                                                     | Утерян     | Комментарий |
| ---------------------------------------- | ----------- | ------------------------------------------------------------------------- | ---------- | --- |
| Александро-Невский                       |             | ул. Александра Невского, д. 14 (Заиковка)                                 | около 1960 | Построена в р-не 1880 года, снесена в начале 1960-х. На месте церкви построено здание химико-механического техникума (нынешний Фармацевтический колледж) |
| Александро-Невская часовня               |             | Сергиевская площадь, в районе нынешнего Лопанского моста                  | 1920-е     | Построена в память о Императоре Александре II в 1880-е годы. Уничтожена при прокладке трамвайной линии |
| Александро-Невская привокзальная часовня |             | Привокзальная площадь, между нынешними зданиями вокзала и управления ЮЖД. | 1920-е     | Уничтожена при прокладке трамвайной линии. |
| Антония Великого                         |             | Университетская ул., 23                                                   | 1917       | Университетская церковь Харьковского университета. В советское время кинотеатр «Юность», до 2007 культурный центр Юность, сейчас украинский культурный центр |
| Архангело-Михайловский                   |             | р-н нынешнего Михайловского сквера                                        | 1961       | Каменное здание с 1663 года, несколько раз перестраивалось, снесено в 1961 году. Долгое время в Михайловском сквере стоял памятный знак о том, что на этом месте находилась церковь, сейчас знак демонтирован. |
| Варваринская домовая церковь             |             | Пушкинская ул., 79/2                                                      |            | При бывшем Епархиальном женском училище. Сейчас на этом месте студенческий городок «Гигант», здание Национального юридического университета им. Ярослава Мудрого, хозяйственно-правовой факультет. |
| Вознесенский храм                        |             | р-н площади Фейербаха на территории нынешнего ХНТУСХ                      |            | Чуть не погубила весь город. Летом 1800 года на её стене появился пасквиль на Павла I. Пасквиль и его читавших отправили на дознание в Санкт-Петербург. Поскольку авторство не было установлено, Павел повелел объявить, что, если автора не отыщут, каждый десятый харьковец будет бит кнутом, город будет ликвидирован, а жители отправлены на поселение в Сибирь. Автора так и не нашли; и только убийство Павла заговорщиками спасло Харьков |
| Всехсвятская церковь                     |             | при Холодногорском кладбище                                               |            | Снесена в советское время, на месте церкви и Холодногорского кладбища построен стадион «Трудовые резервы» |
| Кирилло-Мефодиевский храм                |             | нынешний парк Машиностроителей (Артёма)                                   | 1934       | Снесён в 1934 году при ликвидации кладбища, на месте которого был разбит парк им. Артёма |
| Николаевский храм                        |             | Московский просп., 195                                                    |            | При Николаевской инфекционной больнице им. Гельферих-Саде (первая в городе инфекционная больница). Церковь находилась в центральной выступающей части здания больницы, между двумя корпусами, где сейчас находится вход в хоспис при 17-й больнице. |
| Николаевская часовня                     |             | ул. Квитки-Основьяненко, рядом с алтарной стеной Успенского собора        | 1960-е     | Построена в 1896 году над фамильным склепом Квиток. Снесена в 1960-х, сейчас на месте часовни небольшая железная пирамида. |
| Преображенский храм                      |             | Пересечение нынешних Москалёвской ул. и ул. Конева                        | 1963       | Изначально кладбищенская церковь старообрядческого кладбища. В 1930-е годы в здании церкви был киноклуб, снесена при реконструкции района в 1963 году. Сейчас на месте церкви стоит стенд «Завод „Свет шахтёра“» |
| Рождества Богородицы                     |             | Пушкинская ул., 54                                                        | 1920-е     | Построена по проекту архитектора Бекетова, сейчас на месте храма жилой дом |
| Рождества Иоанна Предтечи                |             | нынешний парк им. Квитки-Основьяненко                                     | 1930-е     | Первый храм на этом месте возник в начале XVIII века, несколько раз перестраивался, разобран в 1930-е годы |
| Рождества Христова                       |             | сейчас детская площадка напротив Конторская ул., 7                        | 1920-е     | Построена в 1781—1783 гг., перестраивалась в середине XIX века. Снесена в 1920-е. Сейчас в честь церкви названа улица, на которой она находилась |
| Спаса Нерукотворного домовая церковь     |             | Пушкинская ул., 77                                                        | 1941—1943  | Располагалась при бывшем Коммерческом училище Императора Александра III. Уничтожена во время Великой Отечественной войны прямым попаданием авиабомбы. Сейчас на месте, где была церковь, находится актовый зал Юракадемии |

#### Православная церковь Украины
| Название                         | Изображение | Адрес                                                    | Построен          | Комментарий |
| -------------------------------- | ----------- | -------------------------------------------------------- | ----------------- | --- |
| Андреевский храм                 |             | Семинарская ул., 22                                      |                   | На территории в/ч 3005 Нацгвардии Украины                                                                                        |
| Владимирской иконы Божией матери |             | Немышлянская ул., 70                                     |                   | |
| Георгия Победоносца              |             | Пересечение Белгородского шоссе и ул. Академика Проскуры |                   | На территории Восточного оперативно-территориального управления Национальной гвардии Украины 3 бригада оперативного назначения   |
| Иоанна Богослова                 |             | Большая Панасовская ул., 105а                            | Между 1879 и 1885 | Изначально принадлежал УАПЦ, в 2006 году община храма перешла в состав УПЦ (КП). Является главным храмом Харьковской епархии ПЦУ |
| Исповедника Луки                 |             | ул. Культуры, 5                                          |                   | В помещении военно-медицинского центра                                                                                           |
| Пантелеймоновский храм           |             | ул. Танкопия, 8а                                         |                   | |
| Храм сошествия Святого Духа      |             | Московский пр., 135а                                     |                   | В районе Харьковского дрожжевого завода                                                                                          |

#### Украинская греко-католическая церковь
| Название             | Изображение | Адрес                                       | Построен                 | Комментарий |
| -------------------- | ----------- | ------------------------------------------- | ------------------------ | --- |
| Дмитриевская церковь |             | ул. Полтавский Шлях, 44/1                   | около 1660               | С 1660-х до 1930 года принадлежала РПЦ. В советское время в здании был кинотеатр, мастерские ДОСААФ. С 1999 года в УАПЦ. До 2020 года находилась в ведении юрисдикции «Харьковско-Полтавская епархия УАПЦ (обновлённая)». С 2020 года находится в составе УГКЦ. Исходный внешний вид утерян. |
| Николаевский собор   |             | ул. Гвардейцев-Широнинцев, напротив дома 11 | В процессе строительства | |
| Троицкий храм        |             | Рельефная ул., 21                           |                          | |

### Старообрядцы
| Название                          | Принадлежность          | Изображение | Адрес                  |
| --------------------------------- | ----------------------- | ----------- | ---------------------- |
| Храм Успения Пресвятой Богородицы | ДПЦ Поморского согласия |             | Поморская ул.,7        |
| Храм РПсЦ                         | РПсЦ                    |             | Селькоровский пер., 23 |

### Католическиехрамы
- Кафедральный собор Успения Пресвятой Девы Марии на ул. Гоголя
- Церковь святого Викентия де Поля, метро Героев Труда
- Церковь Святого Семейства, на Клочковской ул.

- Кафедральный собор Успения Пресвятой Девы Марии, ул. Гоголя, 4. Осенью 2021 года возле собора открыт памятник Иоанну Павлу II
- Церковь Святого Викентия де Поля, Костёльная ул., 2 (около станции метро «Героев Труда»)
- Церковь Святого Семейства, Клочковская ул., возле Алексеевского источника
- Церковь Богородицы Святого Скапулярия и св. Рафаила Калиновского, ул. Катаева, 22
- Часовня Святого Семейства, Краснозорская ул., 33
- Часовня Божия Милосердия и св. Шарбеля, Плиточная ул., 23/26

### Армянская апостольская церковь
- Храм «Сурб Арутюн» на ул. Шевченко (Ближняя Журавлёвка).

### Евангелическо-лютеранская церковь
- † Лютеранская церковь — ул. Гоголя, 2, 1914. Снесена в 1950-е годы; на её месте построен дом с первым в СССР книжным магазином «Поэзия» (1963), окончательно закрытым в 2007.
- Церковь Вознесения, ул. Маршала Рыбалко, 12-а.

### Евангельские христиане-баптисты
- Церковь «Преображение», Ярославская ул., 28 (б. старообрядческий храм, 1914)
- Восточная церковь ЕХБ, ул. Луи Пастера, 247/101
- Яснополянская церковь ЕХБ, ул. Тимирязева, 56
- Церковь ЕХБ «Свет Евангелия» ул. Минайленко, 6 г. Харьков

### Пятидесятники
- Скобелевская ул., 2, 1980-е гг.

## Ислам
- Татарская мечеть на Ярославской ул.
- Ифтар в Мечети Аль-Манар в месяц Рамадан

- Харьковская соборная мечеть на Ярославской ул., на набережной Лопани, 1905, снесена в 1920-х или 1930-х, восстановлена около 2005 (прихожане: Татары,крымские татары и турки)
- Шиитская мечеть Ан-Нур (посёлок ХТЗ) (прихожане : азербайджанцы и персы)
- Исламский Культурный Центр Аль-Манар (Прихожане : арабы, чеченцы, таджики)
- Мечеть Аль-Барокат в Цыгаревском переулке, 8 (прихожане — мусульмане разных наций)
- Мечеть "Милость" на ул. Академика Павлова, 120 (4 этаж здания мебельного центра).
- Строительство суннитской мечети в районе улицы Барабашова.

## Иудаизм
- Хоральная синагога (Харьков), Пушкинская ул., 12 (сайт)
- Здание синагоги в пер. Кравцова, 15, ныне Харьковский планетарий.

## Караимизм
- Харьковская кенасса, Кузнечная улица, 24.

## Учебные заведения
- Харьковская бурса на Бурсацком спуске — ныне Харьковский институт культуры.
- Харьковское женское епархиальное училище — ныне Дворец студентов ХПИ.
- Музей епархиальных древностей — ныне Институт радиоастрономии. Краснознаменная ул., 4.
- Воскресная школа на ул. Шевченко (внешне выглядит как храм).
- Покровское подворье — ?
- Братский дом на Николаевской площади — впоследствии магазин «Восточные сладости».
- Архиерейский дом (резиденция архиереев Харьковских и Ахтырских, затем Харьковских и Богодуховских) в Покровском монастыре.
- Харьковская духовная семинария.

## Кладбища
- Кладбище Святого Духа (Харьков)
- Мироносицкое кладбище (Харьков)